# Мономіф

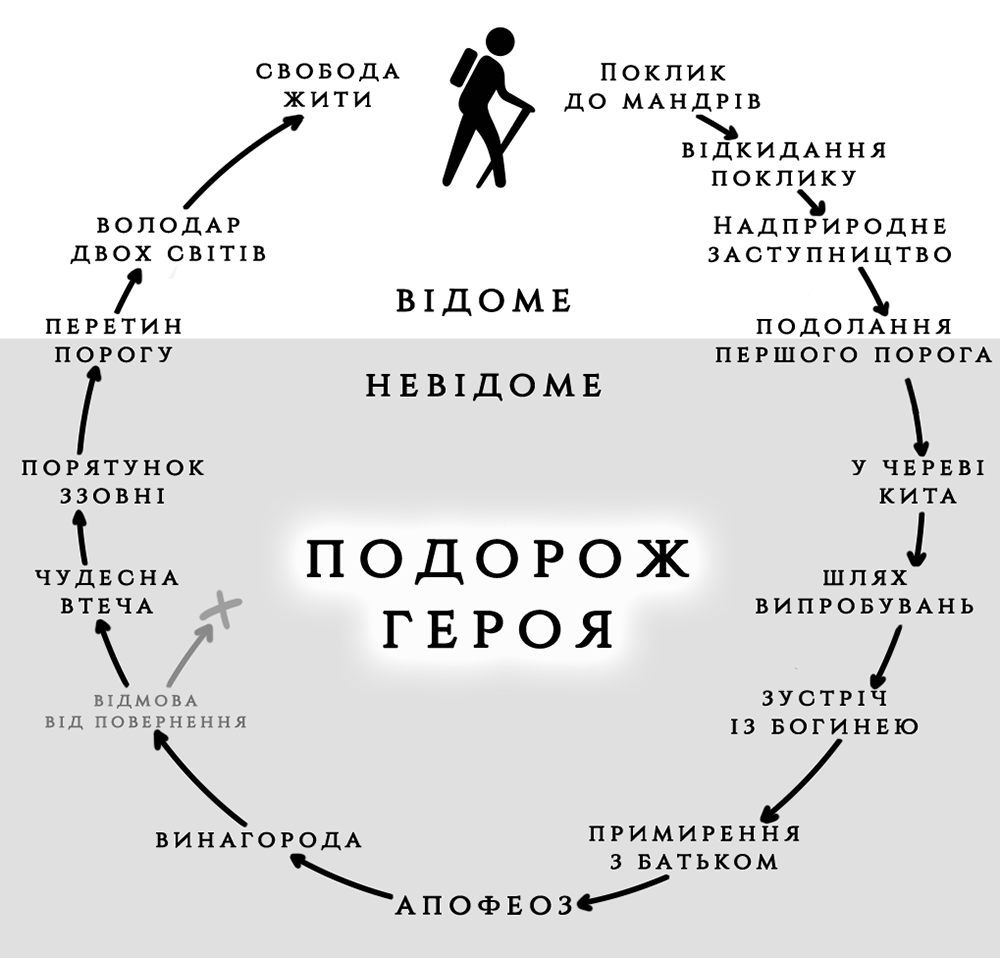
Схема подорожі героя міфу

Мономі́ф (англ. Monomyth) або по́дорож геро́я — загальний шаблон, на якому вибудовуються міфи всіх народів світу. Також на ньому базуються численні художні твори як романи, фільми, відеоігри та реклама.
Термін запроваджений Джозефом Кемпбеллом у його книзі «Тисячоликий герой» (1949). Подорож героя поділяється на кілька етапів. Загалом вона полягає в тому, що герой зі звичайного світу потрапляє у незвичайний, сповнений небезпек і випробувань. Він змушений звершувати різного роду подвиги, в ході яких отримує певний дар і опиняється на межі смерті, але рятується чудесним чином. З отриманим даром він повертається у звичайний світ та несе благо іншим людям.

## Історія терміна
Уперше слово «мономіф» вжив американський славіст Омрі Ронен у 1904 році. Він називав мономіфом ставлення російського поета В'ячеслава Іванова до Діоніса як до «аватари Христа». Джозеф Кемпбелл запозичив слово «мономіф» з роману Джеймса Джойса «Поминки Фіннеґана» (1939), дослідження котрого опублікував у праці «Скелетний ключ до пробудження Фіннеґана» (1944) спільно з новелістом Генрі Мортоном Робінсоном. Мономіф Кемпбелл визначав як оповідний архетип найвищого рівня, але також вживав цей термін і в значенні загального міфологічного архетипу або передбачуваної міфеми, повторюваної у світових культурах.
Фраза «подорож героя», використовувана як синонім мономіфу Кемпбелла, ввійшла в ужиток через два документальних фільми. Перший, «Подорож героя: Світ Джозефа Кемпбелла» (1987), супроводжуваний супутньою книгою «Подорож героя: Джозеф Кемпбелл про своє життя і творчість» (1990). Другий, серія основних інтерв'ю політичного коментатора Білла Мойєрса з Кемпбеллом, що вийшла 1988 року як документальний фільм з супутньою книгою «Сила міфу» (1988). Співавтор «Подорожі героя: Джозеф Кемпбелл про своє життя і творчість», Філ Кузіно, у вступі до переглянутого видання писав, що «мономіф — це фактично метаміф, філософське прочитання єдності духовної історії людства, Історія, що стоїть за історією».

## Структура мономіфу
Шлях пригод героя зазвичай слідує схемі: виправа — ініціація — повернення. Герой під тиском обставин чи за внутрішнім прагненням наважується вирушити зі світу повсякденності у світ, невідомий чи страшний для нього. Там він зустрічається з невідомими йому досі силами, долає перешкоди й повертається наділеним можливостями для вдосконалення світу.
Наприклад, Еней тікає зі зруйнованої Трої, довго поневіряється в пошуках нового дому, спускається в Аїд, перепливає річку Ахерон, підкупляє пса Цербера, і говорить з тінню свого померлого батька. В результаті він довідується про долю Риму, який він повинен заснувати, і повертається до товаришів, позбавлений сумніві щодо успіху їхньої подорожі.
Герой мономіфу зазвичай від початку чимось вирізняється. Він з'явився на світ незвичайним чином, шанується в суспільстві чи навпаки є вигнанцем. У всякому разі, світу, в якому він живе, чи йому самому, чогось бракує і виправлення становища покладається на героя.

### Виправа
- Поклик до мандрів — герой відчуває якийсь недолік у собі чи у світі. Це відчуття походить від розриву з матір'ю, що змушує людину жити самотужки, самій турбуватися про себе. Проте в сюжеті ця проблема може реалізуватися найрізноманітнішим чином: викрадення якоїсь цінності злими силами, нестача певного блага, вторгнення ворогів тощо. В усякому разі щось чи хтось дає герою зрозуміти, що змінити поточне становище можливо тільки вийшовши за межі звичайного світу, в якомусь сенсі подорослішавши. Це може зробити конкретна особа, як-от наставник, чи внутрішнє відчуття.
- Відмова від поклику — герой сумнівається в успіху подорожі, прагне повернутися в те середовище, де був досі. Він вважає подорож помилкою, а себе — не тим, хто вартий здійснити її.
- Допомога сил надприродних — якщо герой здійснює кроки до досягнення мети, рухатися далі йому допомагатимуть чарівні сили. Насправді ці сили є дорослими членами спільноти, що допомагають дитині пройти випробування аби вона сама могла вважатися дорослою.
- Перший поріг — герой перетинає кордон безпечного світу. «Сторож» на кордоні світів піддає героя випробуванню, вимагаючи довести, що він гідний майбутніх здобутків. Якщо герой впорався — надає допомогу, якщо ні — не пускає або й карає. Цей етап реалізується в архаїчних ритуалах як аскеза (піст, відлюдництво), що передує головному випробуванню.
- «Черево кита» — герой начебто зазнає поразки від зіткнення з невідомим йому світом і опиняється в обставинах, які прирівнюються до смерті. Він гине в колишньому статусі, але символічно народжується в новому, виходить неушкодженим або навіть з новими можливостями.

### Ініціація
- Шлях випробувань — переборюючи перешкоди, герой відкриває у собі винахідливість, хоробрість чи інші корисні риси, потрібні для виконання головного випробування попереду.
- Зустріч із богинею — герой зустрічається з уособленням матері, від розлуки з якою внаслідок народження страждає. Матір постає богинею, наставницею, чарівницею тощо.
- Жінка-спокусниця — потяг до єдності з матір'ю загрожує місії героя. Вона постає як спокусниця, відьма, фатальна жінка, трансформуючи невинне дитяче бажання близькості з матір'ю в сексуальний потяг. Герой прагне до дитячої безтурботності, але пересилює себе аби продовжити шлях.
- Примирення з батьком — щоб виконати свою місію, героєві потрібно осягнути протилежності світу. Йому доводиться зіткнутися з уособленням батька (ворогом, охоронцем скарбу тощо), котрий опиняється в дитинстві між дитиною та матір'ю. Герой долає його та осягає, що чоловіче й жіноче, життя та смерть і т.п. складають єдність. У цей момент герой стає рівним батькові (наставнику), буквально чи символічно дорослішає, стаючи здатним виконати своє призначення.
- Апофеоз — герой піднімається над поверхневим розумінням світу, в якомусь сенсі вже не підкорюючись його правилам. Герой долає основну проблему, досягає шуканого, перемагає лиходія, рятує людей. Його труднощі опиняються позаду, але повернення додому ще попереду.
- Найвища нагорода — часто те, заради чого затівалася подорож, виражено матеріально. Герой отримує цю річ у своє володіння.

### Повернення
- Відмова від повернення — можливе завершення подорожі, за якого герой відмовляється далі нести благо завдяки своїм якостям або добутим речам. Він залишається зі всім здобутим, чим позбавляє інших кращого життя.
- Чарівна втеча — герой, заволодівши нагородою, тікає назад. Його переслідують охоронці скарбу, злі сили або загрожують небезпечні явища. Однак герой завдяки придбаним якостям або з допомогою добрих сил рятується.
- Допомога зовнішніх сил — посланець зі звичайного світу допомагає знову перетнути кордон незвичайного.
- Останній поріг — герой повертається до звичайного життя. Він стикається із загрозою повернутись до того ж стану, в якому перебував до початку подорожі, що його подвиги будуть забуті або про них взагалі ніхто не дізнається чи не повірить.
- «Володар двох світів» — герой отримує можливість почати нові пригоди, покинути світ повсякденності та вершити нові подвиги. Як варіант, герой ділиться цією здатністю з іншими.
- «Свобода жити» — те, заради чого герой вирушив у подорож, стається. Світ позбувається недоліку, який спонукав героя до подвигів.

## Модифікації
| Акт             | Джозеф Кемпбелл (1949) | Девід Адамс Лімінг (1981) | Філ Кузіно (1990)                                                              | Крістофер Воґлер (2007)                                                                                          |
| --------------- | --- | --- | ------------------------------------------------------------------------------ | --- |
| I. Виправа      | 1. Поклик до мандрів 2. Відмова від поклику 3. Допомога сил надприродних 4. Перший поріг 5. Черево кита                       | 1. Концепція чудесного народження 2. Ініціація героя-дитини 3. Віддалення від родини чи спільноти для медитації та підготовки | 1. Поклик до мандрів                                                           | 1. Звичайний світ 2. Поклик до мандрів 3. Відмова від поклику 4. Зустріч з наставником 5. Перетин першого порогу |
| II. Ініціація   | 1. Шлях випробувань 2. Зустріч із богинею 3. Жінка-спокусниця 4. Примирення з батьком 5. Апофеоз 6. Найвища нагорода          | 1. Випробування і завдання 2. Смерть 3. Сходження під землю                                                                   | 1. Шлях випробувань 2. Прояснення завдання 3. Зустріч із богинею 4. Винагорода | 1. Випробування, союзники та вороги 2. Прибуття в сокровенну печеру 3. Божий суд 4. Заслуга                      |
| III. Повернення | 1. Відмова від повернення 2. Чарівна втеча 3. Допомога зовнішніх сил 4. Останній поріг 5. Володар двох світів 6. Свобода жити | 1. Воскресіння з мертвих 2. Вознесіння, апофеоз і викуплення                                                                  | 1. Чудесна втеча 2. Повернення до порогу 3. Володар двох світів                | 1. Дорога назад 2. Відродження 3. Повернення з «еліксиром»                                                       |